# Pálfy József (újságíró)
Pálfy József (Debrecen, 1922. május 30. – Budapest, 2001. július 17.) magyar újságíró, a Magyar Televízió hőskorának ismert híradósa.

## Életpályája

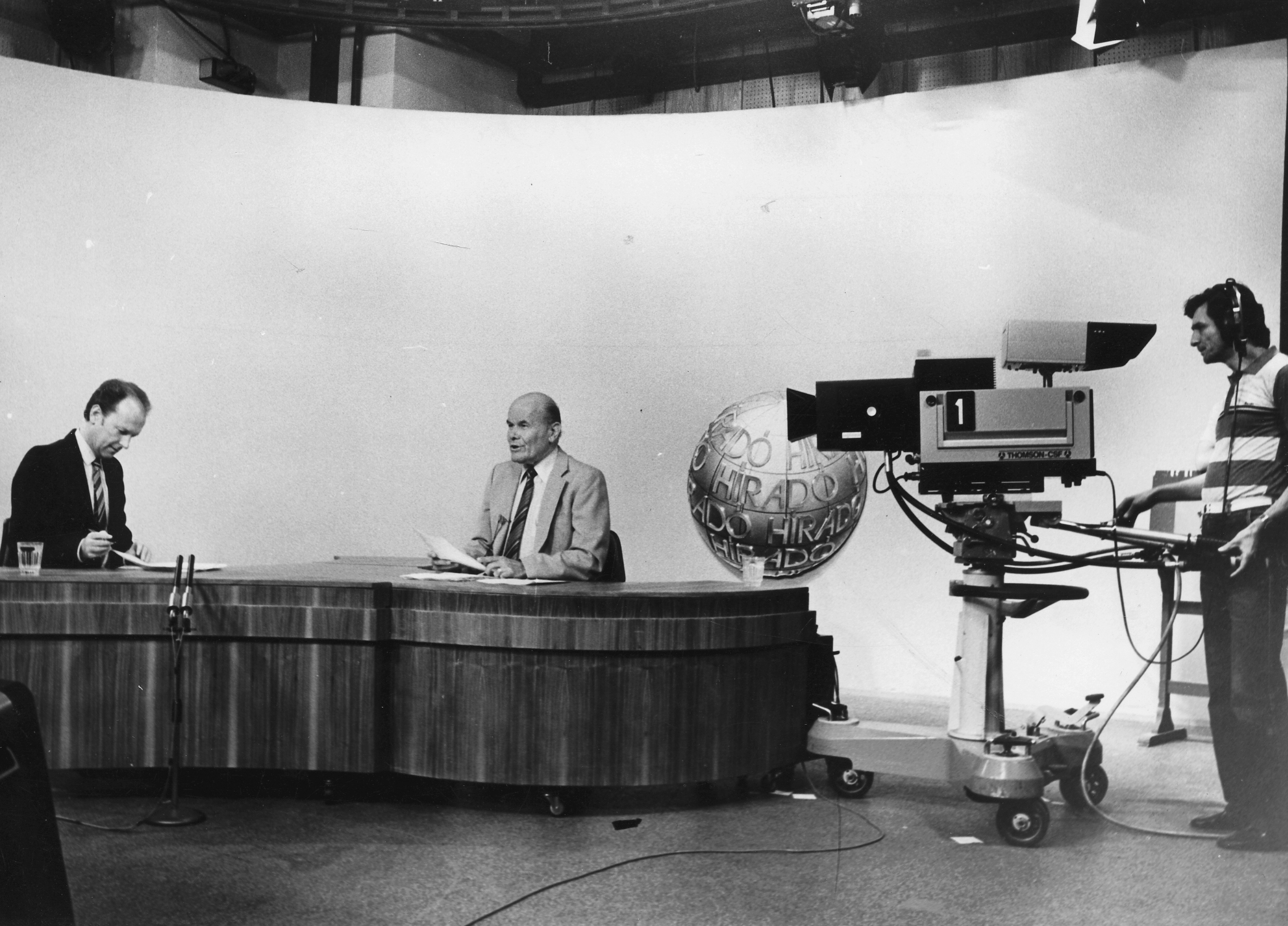
Novotny Zoltánnal a TV-Híradó stúdiójában (1981)

A Debreceni Tudományegyetemen végzett 1946-ban. Pályafutását Debrecenben kezdte. Debreceni évei alatt alapító tagja volt, az országos hírnévre szert tett Dongó Színpadnak. 1956–1961 között az MTI párizsi tudósítója. A Hétfői Hírek, valamint 1963–1989 között a Magyarország című hetilap főszerkesztője. 1969–1988 között a TV-Híradó műsorvezetője és külpolitikai kommentátora volt. 1974-től 16 évig ellátta a Magyar Újságírók Országos Szövetségének elnöki tisztét is.
Unokaöccse: Pálffy István újságíró.

## Művei
- Algéria; Kossuth, Bp., 1962 (Világesemények dióhéjban kiskönyvtára)
- Franciaország; Panoráma, Bp., 1967 (Útikönyvek)
- A Magyar Népköztársaság külpolitikájáról; Hazafias Népfront Budapesti Bizottsága, Bp., 1967
- Gárdos Miklós–Pálfy József: A Kennedy-dosszié; s.n., Bp., 1968 (Kozmosz könyvek)
- Buzási János–Pálfy József–Vámos Imreː Lázadó diákok Párizsban, Rómában, Nyugat-Berlinben; Kossuth, Bp., 1968
- Párizs; Panoráma, Bp., 1969 (Külföldi városkalauzok)
- Pálfy József–Novák Zoltánː A NATO húsz éve; Zrínyi, Bp., 1970
- Benelux államok Belgium, Hollandia, Luxemburg; Panoráma, Bp., 1972 (Útikönyvek)
- Pálfy József–Novák Zoltánː Atlanti paktum 1949-1974; Zrínyi, Bp., 1974
- A mai Magyarország; főszerk. Pálfy József, művészeti szerk. Mikulka Gyula; Minisztertanács Tájékoztatási Hivatal, Bp., 1974
- Furcsa házasság Franciaország és a NATO; Zrínyi, Bp., 1980
- Magyarország ma; főszerk. Pálfy József, szerk. Kaposi Kis István; Magyar Népköztársaság Minisztertanácsának Tájékoztatási Hivatala, Bp., 1980
- Európa és a fegyverek; Táncsics, Bp., 1981 (A mi világunk)
- Lindner László–Pálfy Józsefː Provence és a francia Riviéra; Panoráma, Bp., 1982 (Panoráma "mini" útikönyvek)
- Fegyver minden mennyiségben; Kozmosz Könyvek, Bp., 1982 (Az én világom)
- Füle a falnak; Kozmosz Könyvek, Bp., 1986 (Az én világom)
- Heuréka, Eureka!; Zrínyi, Bp., 1987 (Katonapolitika fiataloknak)
- Brüsszel; fotó Fehér István; Panoráma, Bp., 1988 (Külföldi városkalauzok)
- A "keményfejű" bajor, Franz Josef Strauss; Zrínyi, Bp., 1990

## Díjai
- 1964-ben Rózsa Ferenc-díjat (I. fokozat) kapott.[4]
- 1999-ben Aranytoll díjat kapott.[5]